# Saint-Julien-lès-Metz
Saint-Julien-lès-Metz település Franciaországban, Moselle megyében. Lakosainak száma 3562 fő (2022. január 1.). Saint-Julien-lès-Metz Chieulles, La Maxe, Metz, Vantoux és Vany községekkel határos.

## Népesség
A település népessége az elmúlt években az alábbi módon változott:
| Lakosok száma | 2678 | 2990 | 2971 | 2981 | 2937 | 3214 | 3421 | 3373 | 3467 | 3562 |
|               | 1968 | 1982 | 1990 | 2006 | 2013 | 2015 | 2017 | 2019 | 2020 | 2022 |